# Il profumo delle foglie di limone
Il profumo delle foglie di limone (titolo originale Lo que esconde tu nombre) è un romanzo di Clara Sánchez, pubblicato nel 2010.
Il libro è stato tradotto in serbo, turco, inglese, bulgaro, polacco, francese, cinese, rumeno, ceco, italiano.
Nello stesso anno 2010, in Spagna, gli è stato assegnato il Premio Nadal. 

## Voci narranti
I due narratori sono anche i due protagonisti: Sandra, recatasi in Costa Blanca per godersi una vacanza, è una trentenne ancora confusa sul proprio futuro; Julián, andato in Costa Blanca sulle tracce di un ex nazista, è un ottantenne che vive in Argentina sopravvissuto agli orrori del campo di concentramento di Mauthausen. I due alternano le loro voci per raccontare opinioni e punti di vista a volte differenti a volte uguali di una stessa, orribile situazione che entrambi si sono trovati a vivere loro malgrado.

## Trama
Sandra, insicura dei propri sentimenti nei confronti del padre del bambino, si reca in Costa Blanca, a casa di sua sorella, per godersi il sole ed il mare. Lì incontra una coppia di amabili vecchietti norvegesi, Fredrik e Karin, che, oltre ad ospitarla in casa loro, fanno di tutto per renderle quella tranquilla vacanza ancora più piacevole.
Julián, vedovo e anziano, padre di una ragazza preoccupata per lui, va in Costa Blanca per vendicarsi degli orrori subiti durante la prigionia nel campo di concentramento di Mauthausen. Infatti lì risiede ancora una coppia di nazisti, oramai anziani come lui. Ma Julián si è dato il compito di stanarli, in onore del suo vecchio amico Salva, ormai defunto. I due nazisti si chiamano Fredrik e Karin Christensen.
Notando la vicinanza di Sandra ai due terribili signori e alla loro ancor più orribile Confraternita, Julián la avvisa dei pericoli che sta correndo.
La ragazza lo aiuta così nelle sue ricerche, correndo innumerevoli e continui pericoli, e scopre come Karin, e con lei tutte le donne e gli uomini che la circondano, facciano uso di quello che credono un potente elisir di giovinezza. In realtà, come ben presto scoprirà Julián, questo non è altro che un potente complesso vitaminico che non può, in realtà, rallentare il loro invecchiamento. Questa è la sua piccola vendetta personale, e contento di ciò passa il suo tempo restante in compagnia di una ragazza diventata sua amica, inserviente in un ospizio.
Dal canto suo, Sandra torna dalla sua famiglia e ai suoi problemi, non senza lasciare in Costa Blanca piccole parti del suo cuore: la prima, piena di odio e risentimento, verso Fredrik e Karin, quei due orribili vecchi che tanto le hanno rovinato la vita; la seconda per Julián, il suo adorabile amico, che con tutta probabilità l'ha salvata; e la terza per Alberto, un giovane appartenente alla Confraternita, del quale la ragazza si era innamorata prima di ripartire, per poi restarne profondamente delusa.
Si scoprirà successivamente che Alberto era solo un infiltrato all'interno della Confraternita, che teneva d'occhio tutti quei nazisti al fine di impedire i loro malefici piani. Morirà in un incidente d'auto molto sospetto.

## Edizioni in italiano
- Clara Sánchez, Il profumo delle foglie di limone, traduzione di Enrica Budetta, Milano: Garzanti, 2011
- Clara Sánchez, Il profumo delle foglie di limone, lettore: Fernando Brusca, Feltre: Centro internazionale del libro parlato, 2011
- Clara Sánchez, Il profumo delle foglie di limone, traduzione di Enrica Budetta, Milano: Mondadori media, 2022